# Karol Pater
Karol Pater (ur. 10 lutego 1881, zm. 24–28 czerwca 1941 we Lwowie) – podpułkownik piechoty Wojska Polskiego.

## Życiorys
Urodził się w 1881 w rodzinie Karola.
Jesienią 1902 rozpoczął zawodową służbę wojskową w cesarskiej i królewskiej Armii. Został wcielony do Galicyjskiego Pułku Piechoty Nr 77 w Przemyślu. W latach 1907–1909 był przydzielony do pułkowej Komendy Okręgu Uzupełnień w Samborze na stanowisko oficera okręgu uzupełnień. W jego szeregach wziął udział w mobilizacji sił zbrojnych Monarchii Austro-Węgierskiej, wprowadzonej w związku z wojną na Bałkanach (1912–1913). W 1913 został przeniesiony do Czeskiego Pułku Piechoty Nr 73 w Pradze. W szeregach tego oddziału walczył na frontach I wojny światowej. W czasie służby w c. i k. Armii awansował na kolejne stopnie w korpusie oficerów piechoty: kadeta-zastępcy oficera (1 września 1902), porucznika (1 listopada 1903), nadporucznika (1 maja 1910) i kapitana (1 stycznia 1915).
11 września 1919 został przyjęty do Wojska Polskiego z byłej armii austro-węgierskiej, z zatwierdzeniem posiadanego stopnia kapitana ze starszeństwem z 1 stycznia 1915, zaliczony do I Rezerwy armii z równoczesnym powołaniem do służby czynnej na czas wojny i przydzielony do Baonu Zapasowego 24 Pułku Piechoty. 1 marca 1920 został przeniesiony do dyspozycji 2 Dywizji Piechoty Legionów. 
W 1921 pełnił służbę w Powiatowej Komendzie Uzupełnień 46 pp w Samborze na stanowisku komendanta, a jego oddziałem macierzystym był 46 Pułk Piechoty (później przemianowany na 5 Pułk Strzelców Podhalańskich). 3 maja 1922 został zweryfikowany w stopniu majora ze starszeństwem z 1 czerwca 1919 i 52. lokatą w korpusie oficerów piechoty. Z dniem 1 listopada 1922 został przeniesiony z 5 psp do 26 Pułku Piechoty we Lwowie na stanowisko dowódcy kadry baonu zapasowego. Później został przesunięty na stanowisko dowódcy II batalionu, detaszowanego w Kamionce Strumiłowej. 31 marca 1924 został mianowany podpułkownikiem ze starszeństwem z 1 lipca 1923 i 31. lokatą w korpusie oficerów piechoty. W kwietniu 1924 został przydzielony z 18 pp w Skierniewicach do Baonu Manewrowego w Rembertowie na stanowisko dowódcy baonu. W styczniu 1926 został przeniesiony macierzyście z 18 pp do Baonu Manewrowego z pozostawieniem na stanowisku dowódcy. 
12 maja 1926 „cały korpus oficerski Baonu Manewrowego przeciwstawił się d-cy Baonu, ppłk. Paterowi i opowiedział się po stronie marszałka Piłsudskiego”. Wobec wypowiedzenia posłuszeństwa przez podwładnych udał się z gen. Rudolfem Prichem do Warszawy. 14 maja dowodził kilkudziędzięcioosobowym oddziałem oficerów bez przydziału, przeznaczonym do bezpośredniej ochrony Belwederu, gdzie przebywał Prezydent RP i rząd Wincentego Witosa. Dowodzony przez niego nie wziął bezpośredniego udziału w walkach wobec wycofania do Wilanowa.
W maju 1926 został przydzielony do Powiatowej Komendy Uzupełnień Mińsk Mazowiecki w celu odbycia praktyki poborowej. W październiku tego roku został przeniesiony do 32 Pułku Piechoty w Modlinie na stanowisko zastępcy dowódcy pułku. W maju 1927 został przydzielony na stanowisko oficera placu Skierniewice. W lipcu tego roku został przeniesiony do kadry oficerów piechoty z równoczesnym przydziałem do Powiatowej Komendy Uzupełnień Radomsko na stanowisko pełniącego obowiązki komendanta. Z dniem 31 grudnia 1928 został przeniesiony w stan spoczynku.
W 1934, jako oficer stanu spoczynku pozostawał w ewidencji Powiatowej Komendy Uzupełnień Lwów Miasto. Posiadał przydział do Oficerskiej Kadry Okręgowej Nr VI. Był wówczas „przewidziany do użycia w czasie wojny”.
10 grudnia 1939 został aresztowany i uwięziony we Lwowie. Między 24 a 28 czerwca 1941 został zamordowany w jednym z lwowskich więzień. Jego nazwisko zostało umieszczone na jednym z czterech pylonów ustawionych przy ul. Zamarstynowskiej 18 róg z Detki.

## Ordery i odznaczenia
W czasie służby w c. i k. Armii otrzymał:
- Srebrny Medal Zasługi Wojskowej na wstążce Krzyża Zasługi Wojskowej
- Brązowy Medal Zasługi Wojskowej z mieczami na wstążce Krzyża Zasługi Wojskowej[8]
- Krzyż Jubileuszowy Wojskowy – 1908[4]
- Krzyż Pamiątkowy Mobilizacji 1912–1913 – 1913[5]